# Sadko (voilier)
Pour les articles homonymes, voir Sadko.
Le Sadko est une goélette à hunier russe, construite en 1993. 

## Description
Elle tire son nom de la mythologie slave (Sadko est un héros de légende).
C'est une reproduction précise d'une goélette du XVIIIe siècle, très populaire dans le nord de l'Europe (Hollande, Angleterre, Russie…) et sur la côte atlantique américaine.
Ce type de goélette était habituellement utilisé comme bateau-courrier durant les guerres navales et parfois comme bateau-pirate. 
Le Sadko est une goélette rapide et sûre, ne nécessitant pas un équipage nombreux. Il peut emmener jusqu'à 10 personnes en croisière, avec un grand confort (3 cabines et 6 couchettes).
Il navigue actuellement sous pavillon espagnol.

## Participation
Il est présence à Rouen Armada de la liberté (1994).